# Hanns-Gero von Lindeiner genannt von Wildau
Hanns-Gero von Lindeiner genannt von Wildau (auch Hanns-Gero von Lindeiner-Wildau; * 11. März 1912 in Görlitz; † 5. Januar 1984 in Bonn) war ein deutscher Forstmann, Jäger, Diplomat und Politiker (CDU).

## Familie
Hanns-Gero von Lindeiner-Wildau war der älteste Sohn des DNVP-Generalsekretärs Hans-Erdmann von Lindeiner-Wildau und dessen erster Ehefrau Eva Gräfin von Gersdorff (* 1. Juli 1889; † 16. November 1966), Tochter des Fideikommissherrn und Kammerherrn Karl Freiherr von Gersdorff und der Gutsmitinhaberin Martha Nitzsche auf Gohlis. Die Mutter heiratete in zweiter Ehe 1921 Felix Freiherr von Stein-Groß Kochberg († 31. März 1938). Der Vater ehelichte ebenso 1921 im niederlausitzischen Lassow Marieluise Gräfin von Pourtales.
Er war zunächst mit Elisabeth-Sophia Johanna Augusta Huberta Maria Michaela Ignatia (Ille) Gräfin von Merveldt (1920–2017) verheiratet, später dann in zweiter Ehe mit Gerda Anna Gräfin von Schwerin (10. Juli 1920 – 29. März 2001). Aus der ersten Ehe stammen die Kinder Hanns-Michael, Viktoria, Silvius und Hubertus.

## Ausbildung, Kriegsdienst und Beruf
Von Lindeiner-Wildau studierte bis 1939 Forstwissenschaften. Seit 1933 war er Angehöriger des Corps Saxo-Borussia Heidelberg. Bei Beginn des Zweiten Weltkriegs wurde er sofort Soldat und schließlich in der Schlacht von Stalingrad schwer verwundet. Nach dem Attentat vom 20. Juli 1944 auf Adolf Hitler kam er in Haft.
Seine berufliche Laufbahn begann unmittelbar nach Kriegsende, als er 1945 in den nordrhein-westfälischen Staatsforstdienst eintrat und dort bis zu seiner Zeit als Bundestagsabgeordneter am Wiederaufbau der Forstverwaltung mitwirkte.

## Politik
Hanns-Gero von Lindeiner-Wildau war Mitglied der CDU und gehörte dem Deutschen Bundestag vom 8. September 1959, als er für den zum Bundespräsidenten gewählten Heinrich Lübke nachrückte, bis 1961 an. In dieser Zeit war er vor allem jagdpolitisch aktiv und wirkte bei der Novellierung des Bundesjagdgesetzes 1961 mit.

## Öffentliche Ämter
Anschließend arbeitete Hanns-Gero von Lindeiner-Wildau als Vortragender Legationsrat 1. Klasse im Auswärtigen Amt und war in der Nachfolge Karl Dörings von 1966 bis 1971 Botschafter der Bundesrepublik Deutschland in Yaoundé, Kamerun.
Als bekannte Persönlichkeit auf dem Gebiet der Jagd wirkte Hanns-Gero von Lindeiner-Wildau bei den internationalen Jagdausstellungen 1937 in Berlin und 1954 in Düsseldorf mit. Seine jagdpolitischen Kenntnisse brachte er auch in seine Arbeit als Bundestagsabgeordneter ein und engagierte sich von 1972 bis 1979 als Leiter der Deutschen Delegation beim Internationalen Rat zur Erhaltung der Jagd und des Wildes (Conseil International de la Chasse et de la Conservation du Gibier, CIC). Seine Erfahrungen und Erlebnisse verarbeitete er in dem Buch Bunte Beute. Von Wild, Jagd und Jägern in unserer Zeit, das 1981 im Paul Parey Verlag, Hamburg, erschien.

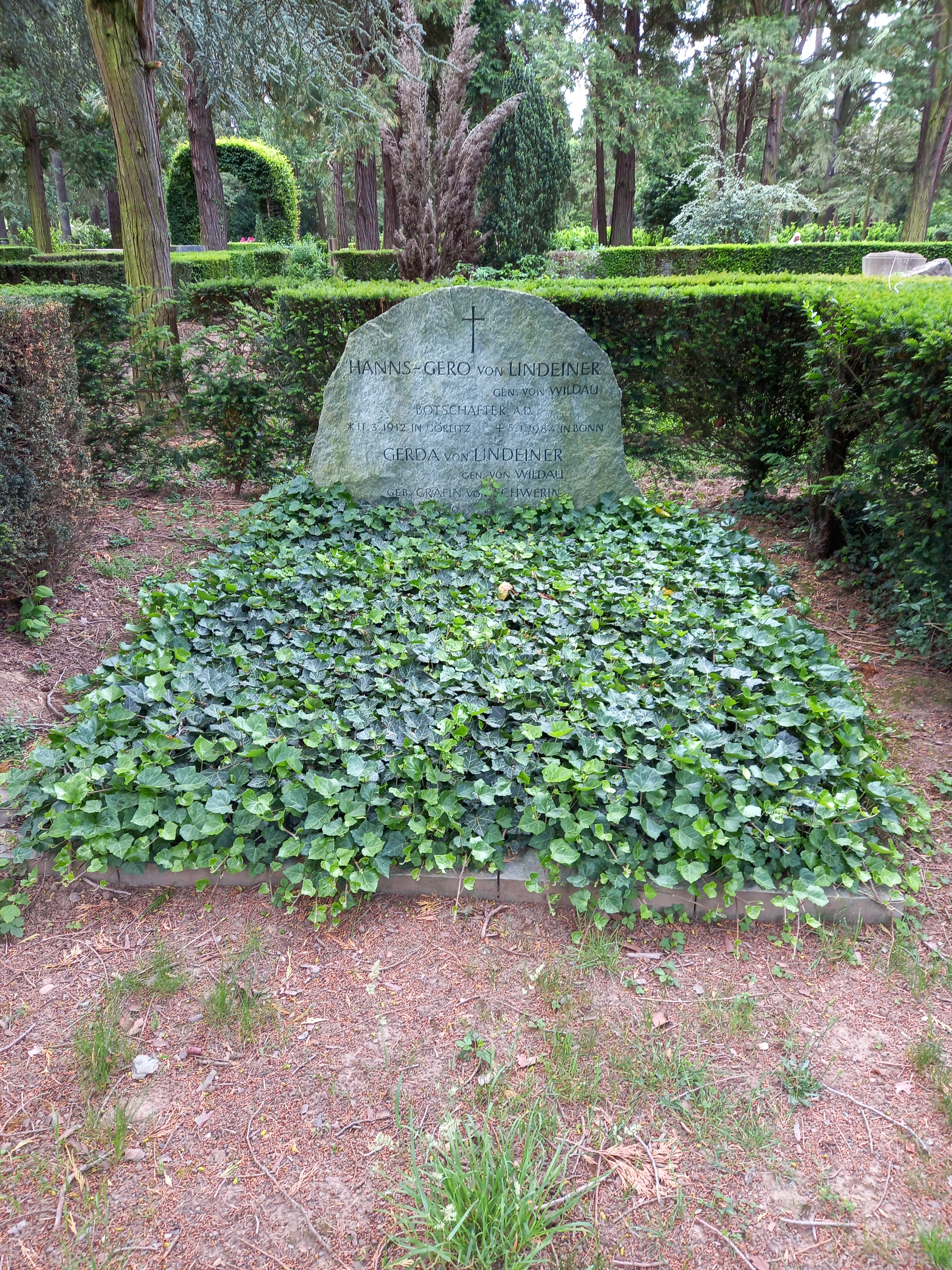
Das Grab von Hanns-Gero von Lindeiner-Wildau und seiner zweiten Ehefrau Gerda geborene Gräfin von Schwerin auf dem Südfriedhof (Bonn)

## Ehrungen
1968 erhielt der Diplomat zunächst das Bundesverdienstkreuz 1. Klasse. Nicht zuletzt für seinen Einsatz im CIC verlieh ihm der Bundespräsident dann das Große Verdienstkreuz des Verdienstordens der Bundesrepublik Deutschland.